# Мирецкий, Францишек
Францишек Мирецкий (пол. Franciszek Mirecki; 31 марта 1791, Краков — 29 мая 1862, Краков) — польский композитор и дирижёр.
Получил начальное музыкальное образование под руководством своего отца, органиста краковского Мариацкого костёла; по материнской линии дед и два дяди Мирецкого, из семьи Горончкевичей, были органистами Вавельского кафедрального собора. В 1800 году выступил с первым концертом как пианист, исполнив сочинения Йозефа Гайдна и Людвига ван Бетховена. В дальнейшем, однако, изучал древнегреческую литературу в Краковском университете и лишь в 1814 г. отправился в Вену, где на протяжении трёх лет совершенствовался как пианист под руководством Иоганна Непомука Гуммеля; в дальнейшем ещё занимался композицией в Париже у Луиджи Керубини, посетил с образовательными целями Милан и Венецию. Уже в 1810-е гг. были опубликованы первые фортепианные и вокальные сочинения Мирецкого, а также фортепианное трио Op. 15, посвящённое Гаспаре Спонтини.
После непродолжительного пребывания в Варшаве, где в 1820 г. была поставлена его первая опера «Цыгане» (на старое либретто Ф. Князьнина), Мирецкий отправился в Италию и до 1825 г. жил и работал в Милане, где сочинил музыку для трёх балетов и опубликовал книгу по инструментовке; опера Мирецкого «Эвандр в Пергаме» была поставлена в Генуе. В сезоне 1825/1826 гг. руководил итальянской оперной труппой в Лиссабоне, где поставил в том числе свою новую оперу «Два узника» (итал. I due forzati), однако смерть короля Жуана VI привела к роспуску труппы. Затем Мирецкий обосновался в Генуе, руководил гастролями итальянской оперы в Англии и Франции. В 1838 г. он вернулся в Краков и посвятил себя педагогической деятельности, в 1844—1850 гг. был художественным руководителем Краковской оперы. В 1845 г. была написана и поставлена наиболее известная опера Мирецкого, «Ночь в Апеннинах» (либретто Александра Фредро для более ранней оперетты Станислава Монюшко). В 1850-е гг. обратился к религиозной музыке, написал две мессы, четыре офферториума, а также симфонию.
Собственный оперный стиль Мирецкого близок к Джоакино Россини, а камерная и симфоническая музыка лежит в русле венских классиков. В то же время Мирецкий интересовался и музыкальным наследием барокко, оставив, в частности, обработки 50 псалмов Бенедетто Марчелло, изданные в 1828 г. в Париже и пользовавшиеся определённой популярностью.
Сын Мирецкого Казимеж стал художником, однако выступал в благотворительных концертах как виолончелист. Другой сын, Станислав, был капельмейстером кафедрального собора в Каменце-Подольском. Племянник Мирецкого Александр, музыкальный педагог, стал основателем музыкальной династии.